# 기도 다카마사

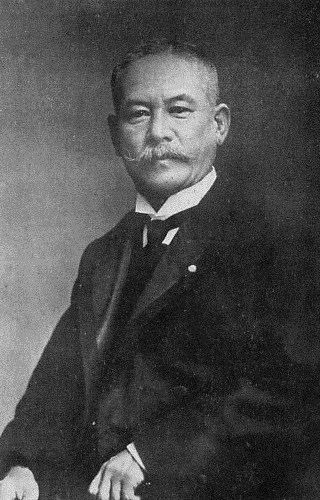
기도 다카마사 후작

기도 다카마사(일본어: 木戸孝正, 1857년 음력 7월 26일 ~ 1917년 8월 10일)는 일본 메이지 시대, 다이쇼 시대의 관료이다. 동궁시종장, 궁중고문관 등을 지냈으며, 후작위를 가지고 있었다. 기도 후작가의 당주가 되기 이전의 이름은 구루하라 히코타로(일본어: 来原 彦太郎).
조슈 번사이자 근왕파였던 구루하라 료시조(来原良蔵)의 장남으로 태어났으며 외숙 기도 다카요시의 양자로 입적된 다카마사의 동생 기도 쇼지로(木戸正二郎) 후작의 요절로 기도 후작가의 가독을 이었다. 1874년 미국 유학 후 귀국하여 도쿄 제국 대학에 입학했다. 오쿠보 도시카즈, 마키노 노부아키 등과 함께 일본 최초의 야구 클럽팀인 "신바시 애슬레틱 클럽"을 창단했다.
다카마사 사후 후작위는 내대신을 지낸 다카마사의 장남 고이치가 이었다.